# 莫扎尼·马哈迪
丹斯里莫扎尼·马哈迪（1961年1月2日—）是前马来西亚首相马哈迪·莫哈末与茜蒂哈斯玛的儿子，曾担任巫统青年团领袖，后退政从商。
2021年3月22日，明讯（MAXIS，6012，主要板通讯与媒体）宣布，阿萨拉惹敦乌达将于4月22日起卸下该公司主席一职，并由莫扎尼接任。

## 个人生活
莫扎尼与Mastisa Mohamed结婚，育有五个孩子，居住在吉隆坡。